# Ginástica artística nos Jogos Pan-Americanos de 2007 - Solo masculino
A final masculina do solo da ginástica artística nos Jogos Pan-Americanos de 2007 foi realizada em 17 de julho de 2007.

## Medalhistas
| Ouro   | BRA Diego Hypólito             |
| Prata  | USA Guillermo Alvarez          |
| Bronze | CHI Enrique González Sepúlveda |

## Qualificação
| Pos. | Ginasta                        | Pontos | Resultado |
| ---- | ------------------------------ | ------ | --------- |
| 1    | BRA Diego Hypólito             | 15,900 | Q         |
| 2    | CHI Enrique González Sepúlveda | 15,450 | Q         |
| 3    | USA Justin Spring              | 15,150 | Q         |
| 4    | BRA Mosiah Rodrigues           | 15,100 | Q         |
| 5    | USA Guillermo Alvarez          | 15,050 | Q         |
| 6    | CUB Gerardo Medina             | 15,000 | Q         |
| 7    | BRA Victor Rosa                | 14,850 |           |
| 8    | PUR Alexander Rodríguez Colón  | 14,800 | Q         |
| 9    | VEN José Luis Fuentes          | 14,800 | Q         |
| 10   | BRA Luis Anjos                 | 14,600 |           |
| 11   | PUR Luis Rivera                | 14,600 | R         |
| 12   | COL Jorge Hugo Giraldo         | 14,500 | R         |
| 13   | VEN Carlos Carbonell           | 14,450 | R         |

- Q - qualificado para a final
- R - reserva

## Final
| Pos.              | Ginasta                        | Nota A | Nota B | Pen. | Total  |
| ----------------- | ------------------------------ | ------ | ------ | ---- | ------ |
| Medalha de ouro   | BRA Diego Hypólito             | 6,400  | 9,475  |      | 15,875 |
| Medalha de prata  | USA Guillermo Alvarez          | 6,500  | 9,125  |      | 15,625 |
| Medalha de bronze | CHI Enrique González Sepúlveda | 6,200  | 9,350  |      | 15,550 |
| 4                 | PUR Alexander Rodríguez Colón  | 5,700  | 9,475  |      | 15,175 |
| 5                 | BRA Mosiah Rodrigues           | 5,900  | 9,100  |      | 15,000 |
| 6                 | PUR Luis Rivera                | 5,900  | 9,075  |      | 14,975 |
| 7                 | USA Justin Spring              | 5,900  | 8,800  |      | 14,700 |
| 8                 | CUB Gerardo Medina             | 6,100  | 8,225  | 0,1  | 14,225 |